# Регистрация в каталогах
Регистрация в каталогах — один из методов продвижения (раскрутки) сайта в сети Интернет.

## Описание
Данный метод позволяет размещать информацию о сайте в тематических каталогах (или в общетематических каталогах в соответствующем тематическом разделе). Это делается для того, чтобы сайт могли найти пользователи в соответствующих каталогах, а также для получения дополнительных ссылок и продвижения в результатах выдачи поисковых систем, что улучшит узнаваемость сайта в поисковых системах. Использование в тексте ссылок нужных ключевых слов и фраз повышает позицию ссылаемой страницы в результатах поиска по запросам, содержащим эти слова и фразы — так называемое ссылочное ранжирование. Кроме того, регистрация позволяет получить дополнительный трафик из каталогов — многие пользователи Интернета переходят на интересующие сайты из каталогов. Регистрация в каталогах приносит ощутимый эффект в продвижении сайта по низкочастотным и среднечастотным запросам, а также в региональной выдаче.
Регистрировать желательно в белых и серых каталогах. При этом следует учитывать, что каталоги могут переходить из одной категории в другую. Белые каталоги не требуют обязательного размещения их ссылки на регистрируемом сайте.
Неопытный веб-мастер, как правило, устанавливает все ссылки на главной странице своего сайта. В результате вид главной страницы ухудшается, она дольше загружается. От размещения ссылок каталогов большинство мастеров отказывается, но если все же решите разместить ссылки, то лучше их установить на отдельной странице сайта, желательно в виде каталога ссылок.
Регистрацию, как правило, осуществляют с помощью специальных онлайн-сервисов и программ. Данные программы и сервисы уже имеют большие базы данных адресов нужных каталогов. Владельцы инструментов по регистрации в каталогах следят за актуальностью своих баз и своевременно пополняют их.

## Методы регистраций

### Автоматическая регистрация в каталогах
Этот вид регистрации приносит незначительный эффект. Например, часто в авторегистраторах для каталога выбирается только одна рубрика, в которую и помещаются все сайты, при этом остается неизвестным, принята ли заявка каталогом. Однако данный способ очень дешёв и занимает мало времени.

### Ручная регистрация
Этот вид регистрации считается наиболее значимым, так как ручная регистрация позволяет учесть требование каждого каталога, что повышает количество каталогов, принявших информацию о Вашем сайте. Минусы — данный способ требует много времени и значительные трудозатраты. На данный момент времени используется реже. Основные причины ручной регистрации в каталогах:
- получение доступных легальных обратных ссылок на сайт
- разбавление общей ссылочной массы сайта
- возможность получить трафик из сторонних источников
- региональные привязки к сайту за счет локальных ссылок
- получение расширенного сниппета поисковой выдачи (Яндекс. Справочник и Google Мой бизнес)

### Полуавтоматическая регистрация
Существуют сервисы, регистрирующие сайты в каталогах в полуавтоматическом режиме. Этот вид регистрации позволяет добиться хорошего результата за короткий промежуток времени за счет автоматизации однотипных действий. Правильная автоматизация полностью заменила «ручной труд».